# Houtland (West-Vlaanderen)

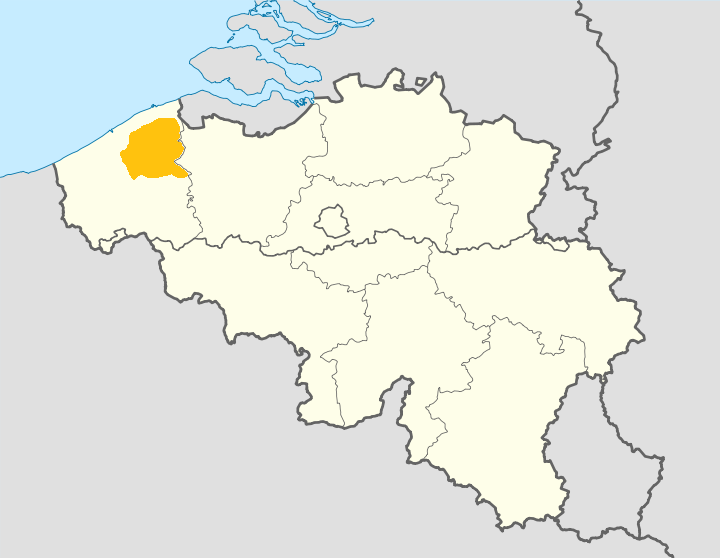
De streek Houtland in West-Vlaanderen

Houtland is een geografische streek die het grootste deel van het oosten van West-Vlaanderen omvat. In het noorden grenst het aan Brugge, in het oosten aan het Meetjesland op de provinciegrens tussen Oost- en West-Vlaanderen. De zuidergrens wordt gevormd door een lijn die ongeveer van Tielt naar Diksmuide loopt. Ten westen liggen De Polders. De gemeente Koekelare ligt op de grens en maakt zowel deel uit van het Houtland als van de Westhoek. In het westen en noorden vinden we Torhout dat als hoofdstad van het Houtland beschouwd wordt, hoewel deze geografische regio geen administratieve of bestuursmatige rechtspersoonlijkheid heeft. Zoals de naam doet vermoeden is het Houtland vrij bosrijk (onder andere het Bulskampveld (met Lippensgoed-Bulskampveld, Vagevuurbossen, Munkebossen, De Vorte Bossen, de Galatosbossen, De Gulke Putten (met aansluitend de Predikherenbossen), het Kampveld (met Rooiveld, Papenvijvers, Nieuwenhove en de Cellen), de Munkebossen, Doeveren) en het Wijnendalebos). Nochtans is de bebossing op de zandige lage heuvelruggen, die in het eoceen gevormd werden, relatief recent. Het gebied was tot het begin van de 19de eeuw vooral een karig heidegebied (waarvan nog restanten te vinden zijn in natuurgebied Doeveren), met meersen en enkele vruchtbaarder zandleemgronden in de beekvalleien.Ook de bomenrijen (dreven) tussen de velden zijn een typisch kenmerk van het landschap. Sinds 2002 is het Houtland een erkend Regionaal Landschap.